# How Willy Joined Barnum Bill
How Willy Joined Barnum Bill è un cortometraggio muto del 1913 diretto da W.P. Kellino. Il regista, che proveniva dal mondo del circo, ne fu anche l'interprete principale, con il nome Will Kellino.

## Trama
Un clown diventa socio di un piccolo circo.

## Produzione
Il film fu prodotto dalla EcKo.

## Distribuzione
Distribuito dall'Universal Pictures, il film - un cortometraggio di 161 metri - uscì nelle sale cinematografiche britanniche nel luglio 1913.